# 金堤市
金堤市（：／ Gimje si */?），是大韓民國全北特别自治道西北部的一個城市，位於道府全州市以西。面積545.06平方公里，2005年人口103,446人。下分1邑、14面、4洞。

## 歷史
757年始稱金堤。1989年1月1日設市。1995年1月1日市郡合併。

## 交通
鐵路有湖南線經過。高速公路有西海岸高速公路、湖南高速公路。金堤機場正在興建。

## 姐妹城市
- 日本熊本縣菊池市泗水町[1]

## KBS World Radio 韩国国际广播电台发射站
韩国国际广播电台在金堤市有一个发射站，建于1975年，单机发射功率250千瓦，目前共有3部250千瓦、4部100千瓦的发射机以及15架发射天线。除转播韩国国际广播电台的节目外，1994年5月还以节目交换的方式转播英国广播公司全球服务（2011年3月26日停止转播中文节目）及加拿大国际广播电台（2012年6月25日停止转播中文节目）的节目。

## 名人
- 金世正（I.O.I、gu9udan成員）